# Kōji Wada
Kōji Wada (和田 光司?, Wada Kōji; Kyoto, 29 gennaio 1974 – 3 aprile 2016) è stato un cantante e blogger giapponese.
Debuttò nel 1999 con il suo primo singolo, Butter-Fly, sigla d'apertura dell'anime Digimon Adventure.

## Biografia
Nato a Kyoto, in Giappone, il 29 gennaio 1974, nel 2003 pubblicò il suo primo album, All of My Mind, contenente molte delle sue precedenti opere. In seguito collaborò a due tracce nel self-cover album, Mirai e No Messagge, di Michihiko Ōta: "Hontō no Tsuyosa" (本当の強さ) e "3 Primary Colors", insieme ad AiM. Successivamente pubblicò un album intitolato "The Best Selection: Welcome Back !"   contenente molte delle sue opere precedenti e due nuovi brani, dal titolo "Pierce" e "Kimi no Keshiki." Il 1º agosto 2008, debuttò con un mini-album dal titolo "Ever" contenente cinque nuove canzoni. Il suo album più completo, chiamato "Kazakami no Oka Kara (風上の丘から)" , fu inizialmente venduto durante i suoi concerti dal vivo in Giappone alla fine del 2009 in commemorazione del suo 10 ° anniversario, per poi essere distribuito in tutto il mondo l'11 gennaio 2010.
Contribuì alla realizzazione della colonna sonora di sei serie su sette dei Digimon, tra cui le sigle d'apertura per le prime cinque. Interpretò inoltre due canzoni utilizzate come sigla d'apertura e di chiusura per la quarta serie: "Innocent: Mujaki na Mama de" (イノセント～無邪気なままで～ ) e "An Endless Tale"  (con AiM). Partecipò in altre varie canzoni utilizzate come sigle di serie come "Bokura no Digital World" , Yūki  o Uketsugu Kodomo-tachi  e anche diverse canzoni natalizie. Ha inoltre eseguito una canzone per Transformers: Robots in Disguise.
Il 4 ottobre 2011 Wada annunciò tramite il suo blog il suo forzato allontanamento dalla scena musicale per affrontare un tumore alla faringe che aveva già curato in precedenza nel 2003. Ritornato sulle scene nel 2013, morì il 3 aprile 2016 all'età di 42 anni a causa dello stesso male.

## Discografia
- 2001 – All of My Mind (King Records)
- 2009 – Kazakami no Oka Kara

### Altre canzoni
- Butter-Fly strong version
- Eien no Takaramono (永遠の宝物) (Settembre 2006)
- Grace
- Pierce
- Shōjo no mama de (少女のままで)
- Starting Over / Say Again (7 novembre 2001)
- Bravery(1 agosto 2008)
- Sketch (1 agosto 2008)
- Hanabi Jack (ハナビジャック) (1 agosto 2008)
- Kami Hikōki (紙飛コウキ) (1 agosto 2008)
- Kimi to Kisetsu to Hidamari to (キミと季節と陽だまりと) (1 agosto 2008)
- Honō no Overdrive ~Car Robot Cybertron~ (炎のオーバードライブ～カーロボットサイバトロン～)  (Tema di Apertura) (24 maggio 2000)
- Fire!! / With the Will (24 aprile 2002) (Digimon Frontier)
- Innocent: Mujaki na mama de (イノセント～無邪気なままで～) (22 maggio 2000)
- An Endless tale (22 novembre 2002) (in collaborazione con AiM)
- Hirari (ヒラリ) (5 novembre 2006) (Digimon Savers)
- Miracle Maker(Febbraio 2003) (In collaborazione con AiM & Takayoshi Tanimoto come "Spirito dell'Avventura")
- Daybreak (c/w "Innocent ~Mujaki na Mama de~")
- For the future (c/w "Hirari")
- Haruka na Okurimono (遥かな贈りもの) (c/w "an Endless tale") (In collaborazione con AiM)
- Yūki o Uketsugu Kodomo-tachi e (勇気を受け継ぐ子供達へ) (con AiM, Michihiko Ohta, Ayumi Miyazaki, Takayoshi Tanimoto, Sammy e Hassy)
- Mirai e no Tobira ~Ano Natsu no Hi Kara~o (未来への扉～あの夏の日から～) (con AiM, Michihiko Oota, Takayoshi Tanimoto, Sammy e Hassy)
- Days (with Hassy, AiM, Kanako Itō, e Sammy)
- We are Xros Heart (1 agosto 2010) (Digimon Xros Wars)
- The Hero who Dances in the Sky! X5! (1 dicembre 2010) (Digimon Xros Wars)
- Evolution & DigiXros/We are Xros Heart ver. X7 (9 giugno 2011) (Digimon Xros Wars)
- Butter-Fly〜tri. Version〜 (25 novembre 2015) (Digimon Adventure tri.)
- Seven〜tri. Version〜 (30 marzo 2016) (Digimon Adventure tri.)